# Union mal assortie
Union mal assortie (aussi connu sous les titres Le Mariage arrangé et Mésalliance ; en russe : Неравный брак) est un tableau du peintre russe Vassili Poukirev réalisé en 1862, immédiatement après être sorti de l'École de peinture, de sculpture et d'architecture de Moscou.
La toile, conservée et exposée à la Galerie Tretiakov à Moscou, est présentée à l'exposition académique en 1863. Son thème, sa taille inhabituelle et sa réalisation magistrale permettent à l'artiste de devenir immédiatement l'un des peintres les plus en vue dans le milieu des peintres russes. Grâce à cette œuvre, l'Académie lui a décerné le titre de professeur.

## Description
Le tableau dépeint une scène de mariage suivant le rite de l'Église orthodoxe. Dans une église ombrageuse, la lumière incidente provenant d'une fenêtre éclaire principalement trois personnages : le marié, la mariée et le prêtre. Le marié est un vieil homme habillé d'un beau costume un peu défraîchi, avec une expression caustique et condescendante. Le visage ridé, les yeux ternes, les lèvres en saillie, il porte les insignes de deuxième classe (≃ commandeur) de l'ordre de Saint-Vladimir sur le côté gauche de la poitrine et sous son nœud papillon blanc. Son regard porte vers la mariée.
Contrairement à son époux, la mariée, vêtue d'une robe de mariage tout en dentelles et dont la forme laisse deviner une crinoline, est très jeune et de petite taille. Son visage est ovale, entouré de cheveux bruns soyeux, et sa tête voilée, soulignant son innocence. Son visage pâle et ses yeux baissés la rendent particulièrement touchante. Elle tend la main droite vers le prêtre, afin qu'il puisse passer l'alliance à son index.
Chacun des deux époux tient dans sa main gauche un petit cierge allumé mais seul le marié le tient droit.
Le prêtre, voûté, vêtu d'une chasuble richement brodée, jette un regard oblique vers un livre de l'église et s'apprête à passer la bague en or au doigt de la mariée.
Parmi les invités, le garçon d'honneur de la mariée exprime son insatisfaction par son front baissé, son air désapprobateur, son regard fixe en direction du marié et ses mains croisées sur sa poitrine. Parmi les autres personnages, plusieurs suivent chaque mouvement de la jeune mariée. Le peintre les divise en deux groupes, celui du marié et celui de la mariée.

## Autoportrait
Le peintre s'est représenté dans l'homme aux bras croisés à l'extrême droite du tableau.

## Analogies
Une scène similaire figure dans le roman de Pouchkine connu sous le titre de Doubrovski (1832) : la belle Maria est forcée par son père d'épouser le vieux prince Vereïski alors qu'elle aime Doubrovski, nobliau devenu brigand. Lors de la cérémonie religieuse, « quand le prêtre lui posa les questions rituelles elle tressaillit et se figea, mais elle tardait encore à répondre, elle espérait encore ; le prêtre, sans attendre sa réponse, prononça les mots irrévocables ».
Une chanson russe, Безумная (Bezoumnaïa) (L'Insensée), écrite par M. Ojegov (1896) à partir de motifs traditionnels, évoque également une scène très similaire. Le septième couplet dit par exemple « J'ai vu comme la pâleur / A envahi son jeune visage / Lorsque le prêtre à son doigt / Lui a passé l'anneau d'or », et l'avant-dernier évoque la foule qui murmure contre cette union mal assortie. Le dernier vers dit « Heureux mon rival – il est riche ». Une autre version de cette chanson est interprétée entre autres par Janna Bitchevskaïa, ainsi que par Nadejda Kadycheva (en), sous le titre У церкви стояла карета (Ou tserkvi stoïala kareta) (Devant l'église attendait le carrosse).